# Evangelische Kirche Grombach

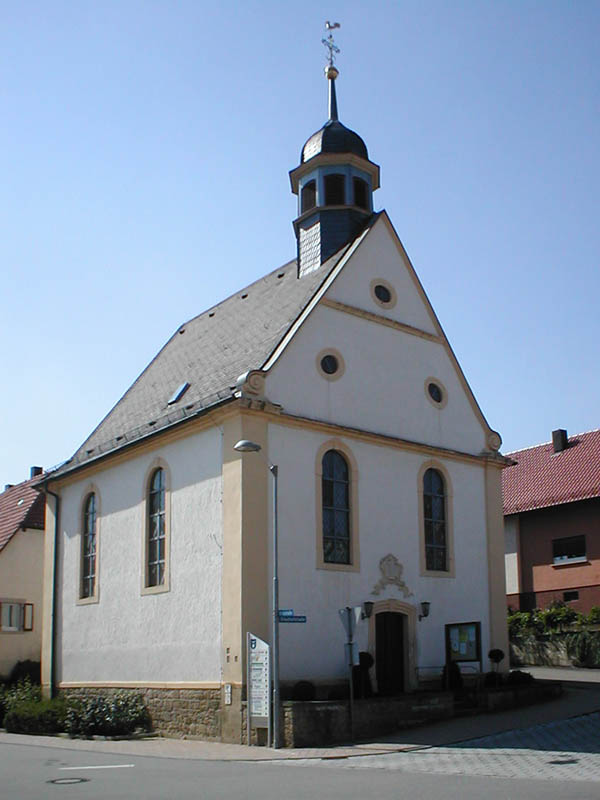
Evangelische Kirche in Grombach

Die Evangelische Kirche in Grombach, einem Stadtteil der Großen Kreisstadt Bad Rappenau im Landkreis Heilbronn im nördlichen Baden-Württemberg, wurde 1787 erbaut. Zu den Kunstschätzen der Kirche zählen eine Glocke aus dem 14. Jahrhundert sowie Reste einer Overmann-Orgel aus den 1830er Jahren.

## Geschichte
Nach dem Dreißigjährigen Krieg war das seit der Reformationszeit reformierte Grombach nahezu entvölkert. Die damalige katholische Ortsherrschaft siedelte überwiegend katholische Familien an, so dass die lutherischen Familien im 18. Jahrhundert nur noch eine Minderheit im Ort ausmachten. Die alte, um die Mitte des 18. Jahrhunderts erneuerte Kirche St. Margaretha wurde als Simultankirche genutzt, bis für die zahlenmäßig geringen Lutheraner von 1785 bis 1787 durch den Grombacher Schultheißen und Baumeister Franz-Joseph Remlinger das kleine evangelische Gotteshaus erbaut wurde. Die Kirche ist bis heute im Wesentlichen in ihrer ursprünglichen Gestalt erhalten. Größere Renovierungen fanden zuletzt 1975 bis 1984 statt.
Die Protestanten in Grombach wurden zunächst die meiste Zeit von Ehrstädt aus betreut, wozu die evangelische Kirche in Grombach als Filiale zählte. In der zweiten Hälfte des 19. Jahrhunderts gab es zeitweise auch eine eigene Pfarrstelle in Grombach, bevor die Kirche ab 1909 wieder von Ehrstädt aus betreut wurde. Das Patronatsrecht hatten stets die Herren von Venningen, bis sie 1969 darauf verzichteten, als die Kirche bereits ein Jahr von Kirchardt aus betreut wurde. Die Kirche wird seit 2005 vom evangelischen Pfarrer in Obergimpern mitbetreut.

## Glocken
Für die turmlose Kirche, die lediglich einen Dachreiter trägt, wurden noch im Jahr 1787 zwei gebrauchte Glocken aus Wimpfen im Tal gekauft. Über die weitere Entwicklung des Geläuts gibt es teilweise widersprüchliche Angaben, die daraus resultieren, dass in verschiedenen Meldebögen unterschiedliche Gewichte derselben Glocken angegeben wurden, dass das Jahr des Gebrauchtglockenkaufs 1787 irrtümlich als Gussjahr bezeichnet wurde oder dass für eine der Glocken eine nicht zu bestätigende Herkunft aus Michelfeld genannt wird, was die Zuordnung der in den beiden Weltkriegen abgelieferten Glocken erschwert. Im Ersten Weltkrieg musste jedenfalls die kleinere der Glocken abgeliefert werden, worauf sich die Gemeinde zunächst mit einer verbliebenen Glocke begnügte. 1929 wurde in der Glockengießerei Bachert in Kochendorf dann eine Bronzeglocke mit einem Durchmesser von 61 cm und einem Gewicht von 150 kg gegossen, die das Geläut wieder zur Zweistimmigkeit ergänzt hat. Die Glocke von 1929 musste 1942 im Zweiten Weltkrieg zu Rüstungszwecken abgeliefert werden. 1956 hat man wieder eine Ersatzglocke bei Bachert in Kochendorf beschafft. Das Geläut der evangelischen Kirche besteht seitdem aus der inschriftenlosen alten Glocke aus dem 14. Jahrhundert mit dem Schlagton a‘‘ und einem Durchmesser von 52 cm sowie der Großen Glocke von 1956 mit dem Schlagton fis‘‘, einem Durchmesser von 57,5 cm und einem Gewicht von 117 kg. Ihre Inschrift lautet LOBE DEN HERRN.